# Oxyspora yunnanensis
Oxyspora yunnanensis är en tvåhjärtbladig växtart som beskrevs av Hui Lin Li. Oxyspora yunnanensis ingår i släktet Oxyspora och familjen Melastomataceae. Inga underarter finns listade i Catalogue of Life.